# ジョナサン・ギルバート
ジョナサン・ギルバート（Jonathan Gilbert、1967年4月28日 - ）は、アメリカ合衆国の元俳優。姉メリッサ・ギルバートと同じく1974年からのTVドラマシリーズ『大草原の小さな家』の子役でデビューした。
元女優バーバラ・コーアン（生名バーバラ・クレイン）と俳優ポール・ギルバートとの間の養子である。義理の姉妹に、バーバラの異父娘である姉メリッサ・ギルバート（同じくバーバラとポールとの養女）と妹サラ・ギルバート（バーバラと再婚相手ハロルド・アベルスとの娘）がいる。姉メリッサの自伝によれば、連絡は取り合っていないが、俳優を辞めてからはニューヨークで株式仲買人をしているとのことである。

## 出演作品
- 大草原の小さな家（ウィリー・オルソン）